# Tony Kay
Anthony Herbert „Tony“ Kay (* 13. Mai 1937 in Sheffield) ist ein ehemaliger englischer Fußballspieler. Zumeist als linker Außenläufer eingesetzt, gewann er nach Anfangsjahren bei Sheffield Wednesday 1963 mit dem FC Everton die englische Meisterschaft. Seine Karriere fand ein plötzliches Ende, nachdem ihm eine Beteiligung an einer illegalen Spielabsprache nachgewiesen wurde.

## Sportlicher Werdegang
Kay war ab 1952 Teil der Jugendabteilung von Sheffield Wednesday und zwei Jahre später statteten ihn die „Owls“ mit einem Profivertrag aus. Er debütierte am 8. April 1955 im Erstligaspiel gegen die Bolton Wanderers, aber in der Folgezeit sollte es für den „Rotschopf“ zunächst nicht für einen Stammplatz reichen. Erst als 1958 Harry Catterick das Traineramt übernahm, feierte Kay seinen sportlichen Durchbruch. Gemeinsam gelang dem „Fahrstuhlteam“, das 1958 bereits zum zweiten Mal in kürzester Zeit (nach zuvor 1955) in die Zweitklassigkeit abgestiegen war, der direkte Wiederaufstieg. Als linker Außenläufer spielte er an der Seite von Peter Swan und Tom McAnearney, die zunehmend als eine der besten Läuferreihen im englischen Fußball angesehen wurde. Im Jahr darauf absolvierte Kay 31 Erstligaspiele in der Saison 1959/60 und er war maßgeblich für das überraschende Erreichen des fünften Platzes mitverantwortlich. Im Jahr darauf gewann Kay mit Sheffield die Vizemeisterschaft und musste sich dabei nur dem überragenden Double-Sieger Tottenham Hotspur geschlagen geben. Kay galt zu diesem Zeitpunkt als eines der größten Talente im englischen Fußball auf seiner Position und besonders beeindruckte er mit Passgenauigkeit und Zweikampfstärke; letztere demonstrierte er häufig mit großem Selbstbewusstsein und er galt als „Motivator“ auf dem Platz.
Im Dezember 1962 folgte Kay seinem Trainer Catterick zum FC Everton, wohin es seinen Mentoren zwischenzeitlich verschlagen hatte. Sofort eroberte sich der Neuling von dem altgedienten Brian Harris den Stammplatz und es dauerte nicht lange, bis ihn Catterick in Everton zum Kapitän machte. Kay war für nicht weniger als 55.000 Pfund nach Liverpool gewechselt und in den verbleibenden Partien der Saison 1962/63 half er mit, den Gewinn der englischen Meisterschaft zu sichern. Kurz danach absolvierte er sein erstes A-Länderspiel für England und beim 8:1-Sieg am 5. Juni 1963 gegen die Schweiz war ihm in Basel zudem ein Tor gelungen – gut drei Jahre zuvor hatte er bereits sieben Mal für die U-23-Auswahl agiert.
Eine möglicherweise weitere Entwicklung fand dann im April 1964 ein jähes Ende, als die Zeitung Sunday People von einem Wettskandal berichtete. Gemeinsam mit Peter Swan und David Layne, zwei weiteren Spielern seines Ex-Klubs Sheffield Wednesday, beteiligte sich Kay an einer Absprache, die die Niederlage der eigenen Mannschaft gegen Ipswich Town am 1. Dezember 1962 vorsah. Tatsächlich gewann Ipswich die Partie mit 2:0. An die Öffentlichkeit kam die Angelegenheit nun, als mit Jimmy Gauld ein Initiator der Absprachen seine Geschichte an die Zeitung verkaufte. Als Beweismaterial dienten Tonaufnahmen und neben einer viermonatigen Gefängnisstrafe sah die Strafe eine lebenslange Sperre in Bezug auf den Profifußball vor. Nach zehn Wochen ließ man ihn wieder frei und der englische Fußballverband hob die lebenslange Sperre sieben Jahre später auf. Die Affäre wurde später unter der Regie von Paul Greengrass verfilmt; Kays Darsteller war dabei Jason Isaacs.
Mit der siebenjährigen Zwangspause war seine Profilaufbahn jedoch beendet und er betätigte sich nur noch im Amateurfußball. Später kam er noch einmal nach dem Verkauf eines gefälschten Diamanten mit dem Gesetz in Konflikt. Er flüchtete zunächst nach Spanien, wo er insgesamt zwölf Jahre verbrachte. Zwischendurch wurde er bei einem Heimatbesuch verhaftet und neben einer 400-Pfund-Strafe verbrachte ein Wochenende im Gefängnis. Im Jahr 1986 kehrte er nach England zurück, lebte fortan in London, bevor es ihn er im Rentneralter von 62 Jahren nach Merseyside zurückzog.

## Titel/Auszeichnungen
- Englische Meisterschaft (1): 1963
- Charity Shield (1): 1963